# Dětřich (olomoucký biskup)
Dětřich (Theoderich), mylně označovaný jako Dětřich z Hradce († 10. října 1302 Olomouc) byl olomouckým biskupem v letech 1281–1302.
Dle starších názorů měl pocházet z českého rodu pánů z Hradce a být synem Vítka, olomouckého purkrabího. Tento omyl vznikl díky chybné interpretaci Zrcadla markrabství moravského od Bartoloměje Paprockého. Pravděpodobněji měl Dětřich svůj původ v rodě pánů z Plavče či jejich příbuzných. Olomouckým biskupem se stal 26. března 1281. Hned zpočátku měl velké těžkosti, protože zemi stihla neúroda a potraviny byly pětadvacetkrát dražší. V roce 1287 se účastnil církevního sněmu, který řešil úpadek kázně kněžstva.
Biskup Dětřich povýšil městečko Kroměříž na město a dne 19. července je nadal brněnským právem. Roku 1296 založil kolegiátní kapitulu u sv. Petra v Brně. Byl také přítomen slavné korunovaci českého krále Václava II. roku 1297. Zemřel 10. října 1302 a byl pohřben v olomoucké katedrále.